# Комароловкови
Комароловкови (Polioptilidae) са семейство дребни птици от разред Врабчоподобни (Passeriformes).
Включва 3 рода с около 20 вида, разпространени главно в горите на тропичните и субтропични области на Америка.

## Родове
Семейство Polioptilidae – Комароловкови
- Microbates
- Polioptila – Комароловки
- Ramphocaenus